# 안드로니코스 두카스 앙겔로스
안드로니코스 두카스 앙겔로스(그리스어: Ἀνδρόνικος Ἄγγελος Δούκας, 1133년? - 1183년 9월 이전)는 동로마 제국의 귀족이자 앙겔로스 왕조의 황제 이사키오스 2세와 알렉시오스 3세의 아버지이다.
알렉시오스 1세 콤니노스의 넷째 딸인 테오도라 콤니니의 아들로 황제 마누일 1세와 안드로니코스 1세의 외종사촌이다. 마누일 1세와 알렉시오스 2세 치세에서 유력 외교관, 지휘관으로 활동했다. 안드로니코스 1세의 정변에서 근왕군을 지휘했으나 하락스 전투에서 패배한 이후 투항함으로써 반란군의 성공에 크게 기여한다. 안드로니코스 1세의 폭정에 맞서서 유력 귀족들과 제거 음모를 꾸미지만 이내 발각당한다. 붙잡혀 실명당한 다른 귀족들과 달리 안드로니코스 두카스 앙겔로스는 여섯 아들들과 함께 탈출에 성공한다. 그후 망명지인 아크레에서 사망한 것으로 추정된다.
기록상 6남 2녀가 확인되지만 그의 아들 중에서는 오직 장남 콘스탄티노스 콤니노스 앙겔로스, 알렉시오스 3세, 이사키오스 2세만이 확실히 그의 아들로 확인된다. 딸로는 이리니 앙겔리나와 테오도라 앙겔리나가 확인된다. 호니아티스의 기록에서 등장하는 테오도로스 앙겔로스 또한 아들 중 하나로 추정된다. 《Historia de expeditione Friderici imperatoris》에서 이사키오스 2세의 형제 요아니스 앙겔로스가 확인된다. Varzos는 아들 미하일 앙겔로스를 추가로 제시한다.
Demetrios I. Polemis의 《The Doukai》에서는 "39. Andronikos Doukas(or Angelos)"로 등제되어 있다. Konstantinos Varzos의 《Η Γενεαλογία των Κομνηνών》에서는 "93. Ἀνδρόνικος Ἄγγελος Δούκας"로 등제되어 있다. 《Prosopography of the Byzantine World》에서는 "Andronikos 119"로 등제되어 있다.

## 생애

### 지그미논 공성전
1165년, 황제 마누일 1세와 헝가리 왕국의 국왕 이슈트반 3세와의 전쟁에서 동로마군은 헝가리 소유의 요충지 지그미논(Ζευγμίνου, Zeugminon) 성을 농성했다. 요아니스 킨나모스가 기록하기를 "안드로니코스 두카스"란 자가 사령관 안드로니코스 콤니노스(안드로니코스 1세)에게 성벽을 돌격하기를 청했다. 사다리를 타고 홀로 성벽을 오르던 중 사다리가 부러지자 안드로니코스는 성벽에 매달린 채 버텼다. 그러다가 새로운 사다리가 근처에 놓이자 옮겨타서 성벽을 넘어오르는 묘기를 보였다.
Polemis는 이 "안드로니코스 두카스"의 정체를 안드로니코스 두카스 앙겔로스로 비정할 수 있음을 피력한 반면 Brand는 안드로니코스가 이런 묘기를 부리기에는 이 시점상 나이가 너무 많다는 점을 지적한다.
공교롭게도 안드로니코스의 부친 콘스탄티노스 앙겔로스는 전후 지그미논의 재건을 일임받는다.

### 콘스탄티노플 시노드
1166년, 안드로니코스는 마누일 1세가 개최한 1166년의 콘스탄티노플 시노드(Synod)의 1차 시노드(3월 2일)와 2차 시노드(3월 6일)에 참석했다.
3월 2일의 시노드에서는 부친 콘스탄티노스 앙겔로스, 형 요아니스 두카스와 함께 참석했다. 3월 6일의 시노드에서는 형 요아니스, 알렉시오스, 동생 이사키오스와 함께 참석했다.

### 미리오케팔론 전투
1176년 9월에 치러진 미리오케팔론 전투에서 안드로니코스는 형 요아니스 두카스(세바스토크라토르), 콘스탄티노스 마크로두카스, 안드로니코스 라파르다스와 함께 전위부대를 지휘했다. 전위부대는 큰 피해없이 계곡을 돌파해서 매복되어 있던 룸군을 제거한다. 그후 언덕 위에 진채를 지어서 나머지 군이 통과하기를 기다렸다.
그러나 중앙부대는 룸군의 습격으로 인해 큰 피해를 입는다. 결국 계곡을 돌파해서 재규합은 성공했으나 보급부대와 공성기구마저도 파괴되었다. 이로써 미리오케팔론 전투는 원 목표인 이코니온 공략이 불가능해진 동로마군의 패배가 되었다.

### 예루살렘 사절단
1177년 9월 2일에 플랑드르의 백작 필리프 1세가 예루살렘 왕국에 도달하자 마누일 1세는 안드로니코스, 요아니스 두카스, 알렉산드르 드 가라비나, 요르요스 시나이티스같은 동로마 제국의 고위인사들로 구성된 사절단을 보내서 1171년에 예루살렘 왕국과 맺은 조약 조건 중 하나인 이집트 십자군을 추진하고자 했다. 이때 동로마 사절단 측에서는 상당한 전쟁자금, 아크레(Acre)에 정박된 갤리선 70척 등을 대동했다.
그러나 필리프 1세는 이집트 지형에 익숙하지 않다는 이유로 이집트 십자군을 이끌기 거부했다. 예루살렘 왕국 측에선 낙타 600마리를 지원해서 병참 문제를 해결시켜주겠다고 했지만 필리프 1세는 여전히 거부했다. 결국 예루살렘 왕국과 동로마 측에서는 필리프 1세없이 이집트 십자군을 추진하려 한다. 하지만 필리프 1세는 정작 본인이 배제된 채로 이집트 십자군이 논의되는 것에는 분개하는 비일관적인 행태를 보이며 방해한다. 이로써 이집트 십자군은 흐지부지되고 동로마 사절단은 소득없이 귀환했다.

### 하락스 전투
안드로니코스는 1177년의 마이안드로스(Μαίανδρος , Maiandros) 전투와 1179년의 클라우디오폴리(Κλαυδιόπολις, Claudiopolis) 전투 사이에 치러진 하락스 전투를 지휘했다.
마이안드로스 전투에서 거둔 대승을 확대하고자 한 마누일 1세는 룸 술탄국의 영토에 진입한다. 안드로니코스는 하락스(Χάραξ, Charax)에 주둔해있던 룸군을 격퇴하는 임무를 맡는다. 니키타스 호니아티스에 의하면 이때 안드로니코스한테는 동부군 최정예병이 주어지고 유능한 마누일 칸타쿠지노스가 동행했다고 한다.
안드로니코스는 우선 그라오스얄라의 진채에 보급부대를 배치한 이후 경병을 이끌고 하락스로 향했다. 그러나 안드로니코스는 오로지 소수의 가축을 노획하는 수준의 전과를 올린 이후 큰 두려움을 느껴 바로 후퇴한다. 튀르크인 몇몇이 위협하자 안드로니코스는 반격을 않고 진채가 아닌 호내(Ξω̑ναι, Chonai)로 도주하는 추태를 보인다. 지휘관의 도주에 동로마군은 규율이 붕괴해서 그나마의 노획과 포로를 버려두고 일제히 후퇴했다. 오직 마누일 칸타쿠지노스가 지휘력을 발휘한 덕에 더 큰 피해로 번지지 않았다.
안드로니코스의 추태에 격노한 마누일 1세는 여장시킨 채로 콘스탄티노플의 거리를 행진시키는 식으로 처벌할 것을 고려했지만 피해가 경미한데가 혈친에 관대한 성품 덕에 처벌을 피했다.

### 이혼 실패
1179/1180년 경에 에브프로시니 카스타모니티사와 이혼하고 새로 재혼하려 했으나 마누일 1세의 반대로 실패했다.

### 안드로니코스 콤니노스의 난
1180년의 마누일 1세의 사망 이후 외아들 알렉시오스 2세가 즉위했다. 알렉시오스 2세는 11살에 불과했기에 모후 안티오키아의 마리아가 섭정을 맡고 섭정단의 일원 프로토세바스토스(πρωτοσέβαστος, protosebastos) 알렉시오스 콤니노스가 정부를 이끌었다. 하지만 마리아와 알렉시오스의 정부는 내적으로는 둘의 내연관계 추문, 마리아 콤니니와 마리아의 부군 라니에리 델 몬페라토의 쿠데타와 같은 각종 내홍을 겪고 외적으로도 헝가리 왕국과 룸 술탄국같은 주변국들의 침탈로 영토를 계속 잃고 있었다. 섭정 정부에 실망한 동로마 제국의 신민들은 안드로니코스 콤니노스의 완숙한 지도력에 기대를 걸었다.
1181/1182년, 안드로니코스 콤니노스는 정부가 크게 흔들린 틈을 타서 콘스탄티노플로 진격했다. 부임지인 이나이온(Οίναιον, Oinaion)을 벗어난 안드로니코스는  이라클리아 폰티키(Ἡράκλεια Ποντική, Herakleia Pontike)에 이른 안드로니코스 콤니노스는 수도의 지지세력과 긴밀히 협력하며 알렉시오스 2세의 후견인으로서 섭정 정부와 대립한다는 여론을 조성했다.
안드로니코스 두카스 앙겔로스는 훗날 황제로 즉위하는 이사키오스와 알렉시오스 등 아들들과 함께 근왕군의 지휘관으로 출전했다. 저항없이 수도를 향해 진격하던 안드로니코스 콤니노스가 맞이한 최초의 유의미한 저항이었다. 근왕군과 반란군은 니코미디아 근방에 위치한 하락스(Χάραξ, Charax)에서 전투를 치렀다.
결과는 반란군의 대승이었다. 니키타스 호니아티스에 의하면 반란군은 무명의 환관을 지휘관으로 두고 파플라고니아의 잡병과 농민병으로 구성된 오합지졸에 불과하고 근왕군의 질적, 양적 우위가 압도적이었음에도 불구하고 참패했다고 한다. 콘스탄티노플로 후퇴한 안드로니코스는 군사비용을 청구받는 치욕을 당한다. 더욱이 출전해서 섭정 정부의 상황을 악화시켰다는 책임 추궁과 안드로니코스 콤니노스와 내통했다는 혐의를 두려워 했다. 여섯 아들들의 조언을 받아 키오니온 외곽에 위치한 저택을 요새화하고 근방 주민들을 자기편으로 끌어들이고자 했다. 그럼에도 불구하고 섭정 정부에 맞설 수 없음을 깨달은 안드로니코스는 결국 여섯 아들과 아내를 대동하고 반란군에 투항한다.
그후 해안 봉쇄를 위해 출진한 메가스 둑스(μέγας δούξ, megas doux) 안드로니코스 콘스테파노스마저도 반란군에 투항하자 프로토세바스토스 알렉시오스의 섭정 정부는 회생불가의 타격을 입는다.  안드로니코스 두카스 앙겔로스의 투항은 안드로니코스 1세의 성공에 크게 기여한 것으로 평가받는다.

### 앙겔로스-콘스테파노스 음모
프로토세바스토스 알렉시오스의 제거 이후 알렉시오스 2세의 후견인으로서 동로마 제국의 최대 권력자가 된 안드로니코스 콤니노스는 정적들을 제거해나갔다. 섭정 정부와의 갈등에 우위를 점하기 위해 안드로니코스의 상경을 충동질하던 마리아 콤니니와 마리아의 부군 라니에리 델 몬페라토는 안드로니코스의 집권과 맞물려 수상한 타이밍에 급사한다. 알렉시오스 2세의 모후 안티오키아의 마리아는 역모 혐의를 추궁받아 섭정직에서 쫓겨났다.
안드로니코스 1세의 공포정치를 경계한 귀족들은 제거 음모를 꾸미기 시작했다. 이 음모를 주도한 이들은 아이러니하게도 안드로니코스 측에 결정적인 타이밍에 투항함으로써 반란의 성공에 크게 기여한 안드로니코스 두카스 앙겔로스와 메가스 둑스 안드로니코스 콘스테파노스, 그리고 이 둘의 도합 16명의 아들들이었다. 그외에도 로고테티스 톤 드로몬(λογοθέτης του̑ δρόμου, logothetes tou dromou) 바실리오스 카마테로스 등 여러 귀족들이 음모에 가담했다.
하지만 이 음모는 누군가의 밀고로 인해 조기에 발각당했다. 안드로니코스 1세는 귀족들의 소집을 호출한 후 이에 응한 자들은 모조리 다 붙잡았다. 안드로니코스 콘스테파노스, 안드로니코스의 아들 4명, 바실리오스 카마테로스, 이외 가담자들은 곧바로 실명당했다.
운좋게도 콘스탄티노플의 교외에 주둔하고 있었던 안드로니코스 두카스 앙겔로스는 여섯 아들들과 함께 함선에 탑승해서 안드로니코스 1세의 추적을 벗어날 수 있었다. 아내 에브프로시니 카스타모니티사는 이때 안드로니코스 1세에게 붙잡혀서 후일 이사키오스 2세가 지휘하는 니케아를 공격하기 위한 인질로써 이용당하다 구출된다.

### 망명과 죽음
라이허스베르크의 마그누스가 인용한 한 신원미상의 순례자의 서신에 의하면 콘스탄티노플로부터 탈출한 앙겔로스 일족은 아크레(Acre, 원문상 Accaron)로 망명했다. 안드로니코스는 망명지에서 사망한 것으로 기록한다. 서신에서는 이사키오스 2세가 부친상 이후에 동로마로 돌아왔다고 적고 있기 때문에 전통적으로 이사키오스 2세가 즉위한 1185년 9월 12일 이전을 사망일로 잡는다. 실제 이사키오스 2세가 니케아에서 등장한 1183년 9월이 더 유력하다. 다만 이 서신은 실제 역사와 동떨어진 살라딘과 이사키오스 2세의 동맹과 동로마 측의 십자군 사보타주를 적극적으로 비난하는 프로파간다라는 한계가 지적된다.
안드로니코스와 함께 망명간 아들 이사키오스 2세와 알렉시오스 3세 모두 안드로니코스 1세를 피해 이슬람 영토로 망명갔다는 점은 동로마계 사료에서도 확인이 가능하다.

## 가족관계
|                                  |                                  |  |              |                                    |                                    |          |                                          |                                          |                          |                              |                              |            |                                            |                                            |        |        |          |          |
|                                  |                                  |  |              | 알렉시오스 1세 (재위: 1081-1118)   |                                    |          |                                          |                                          |                          |                              |                              |            |                                            |                                            |        |        |          |          |
|                                  |                                  |  |              |                                    |                                    |          |                                          |                                          |                          |                              |                              |            |                                            |                                            |        |        |          |          |
|                                  |                                  |  |              |                                    |                                    |          |                                          |                                          |                          |                              |                              |            |                                            |                                            |        |        |          |          |
| 요아니스 2세 (재위: 1118-1143)   | 요아니스 2세 (재위: 1118-1143)   |  |              | 이사키오스                         | 이사키오스                         |          |                                          |                                          | 테오도라콘스탄티노스(夫) | 테오도라콘스탄티노스(夫)     |                              |            |                                            |                                            |        |        |          |          |
|                                  |                                  |  |              |                                    |                                    |          |                                          |                                          |                          |                              |                              |            |                                            |                                            |        |        |          |          |
|                                  |                                  |  |              |                                    |                                    |          |                                          |                                          |                          |                              |                              |            |                                            |                                            |        |        |          |          |
| 마누일 1세 (재위: 1143-1180)     | 마누일 1세 (재위: 1143-1180)     |  |              | 안드로니코스 1세 (재위: 1183-1185) | 안드로니코스 1세 (재위: 1183-1185) | 요아니스 | 요아니스                                 | 알렉시오스                               | 알렉시오스               | 안드로니코스에브프로시니(妻) | 안드로니코스에브프로시니(妻) | 이사키오스 | 이사키오스                                 |                                            |        |        |          |          |
|                                  |                                  |  |              |                                    |                                    |          |                                          |                                          |                          |                              |                              |            |                                            |                                            |        |        |          |          |
|                                  |                                  |  |              |                                    |                                    |          |                                          |                                          |                          |                              |                              |            |                                            |                                            |        |        |          |          |
| 알렉시오스 2세 (재위: 1180-1183) | 알렉시오스 2세 (재위: 1180-1183) |  | 콘스탄티노스 | 콘스탄티노스                       | 요아니스                           | 요아니스 | 알렉시오스 3세 (재위: 1195-1203/5)       | 알렉시오스 3세 (재위: 1195-1203/5)       | 미하일                   | 미하일                       | 테오도로스                   | 테오도로스 | 이사키오스 2세 (재위: 1185-1195,1203-1204) | 이사키오스 2세 (재위: 1185-1195,1203-1204) | 이리니 | 이리니 | 테오도라 | 테오도라 |
|                                  |                                  |  |              |                                    |                                    |          |                                          |                                          |                          |                              |                              |            |                                            |                                            |        |        |          |          |
|                                  |                                  |  |              |                                    |                                    |          |                                          |                                          |                          |                              |                              |            |                                            |                                            |        |        |          |          |
|                                  |                                  |  |              |                                    |                                    |          | 안나테오도로스 1세(夫) (재위: 1205–1221) | 안나테오도로스 1세(夫) (재위: 1205–1221) |                          |                              |                              |            | 알렉시오스 4세 (재위: 1203-1204)           | 알렉시오스 4세 (재위: 1203-1204)           |        |        |          |          |

### 부모
부(父)
- 콘스탄티노스 앙겔로스

모(母)
- 테오도라 콤니니

### 형제
- 요아니스 두카스
- 알렉시오스 앙겔로스 콤니노스
- 이사키오스 앙겔로스 두카스

### 자녀
남(男)
- 콘스탄티노스 콤니노스 앙겔로스
- 요아니스 앙겔로스
- 알렉시오스 3세
- 미하일 앙겔로스
- 테오도로스 앙겔로스
- 이사키오스 2세

여(女)
- 이리니 앙겔리나
- 테오도라 앙겔리나

### 주해
1. ↑   Wassiliou-Seibt는 인장 BZS.1951.31.5.249에서 지칭되는 세바스토스(σεβαστὀν, Sebastos) "안드로니코스 두카스"의 정체가 안드로니코스 두카스 앙겔로스일 가능성을 제기한다. DOKS Byzantine Seals Collection, Andronikos Doukas, sebastos (twelfth century, second half)
2. 1 2   Varzos는 1133년을 비정하지만 구체적인 근거는 적지 않는다(Varzos 1984a, 656쪽).
3. ↑   van Dieten이 편집한 호니아티스 연대기 원문에서는 니케아, 프루사 항쟁의 시기를 우주력 6693년(서기 1184/1185년)이라 적혀있으나 Pontani는 15기년(indiction)상 두번째 해라는 호니아티스의 언급과 알렉시오스 2세와 안드로니코스 1세의 재위기간에 대한 기록을 고려하면 6693년(1184/1185)는 오류이며 6692년(1183/1184)이 옳다고 주장한다.(Choniates 1999, 610-611쪽, note 300)
4. 1 2 3  Polemis와 Varzos는 안드로니코스의 사망일 범위를 이사키오스 2세의 즉위일(1185년 9월 12일) 이전으로 잡지만(Polemis 1968, 86쪽;Varzos 1984a, 659쪽) 라이허스베르크의 마그누스(Magnus of Reichersberg)의 연대기에 실린 서신 파편에 의하면 아크레에 망명온 앙겔로스 일족 중 이사키오스 2세는 부친의 사망 이후 시리아를 떠났다고 한다.(Magnus of Reichersberg 2010, 153쪽) 이사키오스 2세가 1183년 9월 경[주 3]에 촉발된 니케아의 항전에서 활약했음을 고려하면 아무리 늦어도 1183년 9월 이전에 사망했음을 유추할 수 있다.
5. ↑  동로마계 사료에서는 일절 언급이 없으나 영국의 역사가 하우든의 로저(Roger of Howden/Hoveden)는 이사키오스 2세의 부친 안드로니코스 두카스가 "Laucete"직을 역임했다고 기록한다. 이 "Laucete"는 동로마의 장관직인 로고테티스(λογοθέτης, logothetes)의 오기로 추정된다. 어느 부서의 장관이었는지는 언급되어 있지 않다(Rogeri de Houedene 1869b, 204쪽, note 3).
6. ↑   Stone은 하락스 전투를 1178년 말엽으로 비정한다.(Stone 1997, 28쪽)
7. ↑  람피스(Λάμπης, Lampes)와 그라오스얄락토스(Γραὸς Γάλακτος, Graos Galaktos) 사이에 위치해 있다.(Choniates 1984, 110쪽, 195)
8. ↑  안드로니코스의 모친 테오도라 콤니니는 마누일 1세의 부황 요아니스 2세의 여동생으로 둘은 외종사촌 관계다.
9. ↑  호니아티스는 안드로니코스 1세에 의해 독살당한 것으로 기록한다.(Choniates 1984, 138-139쪽, 246-248)

### 참조
1. 1 2   Magnus of Reichersberg 2010, 153쪽
2. ↑   Choniates 1984, 138-139쪽, 246-248
3. ↑   William of Tyre 1943, 463쪽, bk. 22, ch. 11
4. ↑   Kaldellis 2023, 697쪽
5. ↑   Choniates 1984, 148쪽, 266
6. ↑   Eustathios 1988, 41쪽, 40.20-27
7. ↑   Magnus of Reichersberg 2010, 153쪽
8. ↑   Choniates 1984, 144쪽, 258-259
9. ↑   Choniates 1984, 138쪽, 245
10. ↑   Polemis 1968, 86쪽
11. ↑   Choniates 1984, 274쪽, 498
12. ↑   Choniates 1984, 210쪽, 382
13. ↑   Choniates 1984, 150쪽, 270-271
14. ↑   Choniates 1999, 611쪽, note 302
15. ↑   Ansbert 2010, 91쪽
16. ↑   Varzos 1984a, 656쪽
17. ↑   Polemis 1968, 86쪽
18. ↑   Varzos 1984a, 656쪽
19. ↑   PBW 2016, Andronikos 119
20. ↑   Kinnamos 1976, 185쪽, 246-247
21. ↑   Polemis 1968, 190쪽
22. ↑   Kinnamos 1976, 255쪽, note 48
23. ↑   Choniates 1984, 77쪽, 135-136
24. ↑   Sakkos 1966, 142.7-10
25. ↑   Sakkos 1966, 154.6-10
26. ↑   Magdalino 1993, 505(Appendix 2)쪽
27. ↑   Magdalino 1993, 506(Appendix 2)쪽
28. ↑   PBW 2016, Konstantinos 17004
29. ↑   PBW 2016, Andronikos 20118
30. ↑   Choniates 1984, 102쪽, 180-181
31. ↑   Choniates 1984, 103쪽, 182
32. ↑   Kaldellis 2023, 693쪽
33. ↑   William of Tyre 1943, 417쪽, bk. 21, ch. 14
34. ↑   PBW 2016, Ioannes 20185
35. ↑   PBW 2016, Alexandros 17001
36. ↑   PBW 2016, Georgios 278
37. ↑   William of Tyre 1943, 381쪽, bk. 20, ch. 23
38. ↑   William of Tyre 1943, 420-421쪽, bk. 21, ch. 16
39. ↑   William of Tyre 1943, 422쪽, bk. 21, ch. 17
40. ↑   William of Tyre 1943, 421-422쪽, bk. 21, ch. 16
41. ↑   William of Tyre 1943, 422쪽, bk. 21, ch. 17
42. ↑   William of Tyre 1943, 424쪽, bk. 21, ch. 18
43. ↑   Magdalino 1993, 99쪽
44. ↑   Choniates 1984, 110-111쪽, 195-196
45. ↑   PBW 2016, Manuel 17003
46. ↑   Choniates 1984, 110쪽, 195
47. ↑   Choniates 1984, 110-111쪽, 195-196
48. ↑   Choniates 1984, 111쪽, 196
49. ↑   Varzos 1984a, 658쪽
50. ↑   Choniates 1984, 130쪽, 230
51. ↑   Eustathios 1988, 27;29쪽, 26.30-36;28.1-14
52. ↑   Kaldellis 2023, 696-697쪽
53. ↑   Choniates 1984, 130쪽, 229
54. ↑   Choniates 1984, 137-138쪽, 243-245
55. ↑   Eustathios 1988, 27쪽, 26.25-35
56. ↑   Choniates 1984, 138쪽, 245
57. ↑   Choniates 1984, 137-138쪽, 245
58. ↑   PBW 2016, Andronikos 17004
59. ↑   Choniates 1984, 138-139쪽, 246-248
60. ↑   William of Tyre 1943, 463쪽, bk. 22, ch. 11
61. ↑   Kaldellis 2023, 697쪽
62. ↑   Eustathios 1988, 177-178쪽, note §27
63. ↑   Choniates 1984, 147쪽, 265
64. ↑   Choniates 1984, 148쪽, 266
65. ↑   Choniates 1984, 148쪽, 266
66. ↑   Eustathios 1988, 41쪽, 40.25-34
67. ↑   Choniates 1984, 148쪽, 266
68. ↑   Choniates 1984, 156쪽, 282
69. ↑   Kaldellis 2023, 699쪽
70. ↑   Varzos 1984a, 659쪽
71. ↑   Harris 2006, 132-133;138-144쪽
72. ↑   Neocleous 2010
73. ↑   Brand 1962, 169쪽, note 5
74. ↑   Choniates 1984, 291쪽, 531

## 참고 자료

### 사료
- Rogeri de Houedene(Roger de Howden/Hoveden) (1869b).  Stubbs, William, 편집. 《Chronica Magistri Rogeri de Houedene》. Rerum Britannicarum medii aevi scriptores 51 2. London: Longmans, Green, Reader, and Dyer.
- William of Tyre (1943). 《A History of Deeds Done Beyond the Sea》 2. 번역 Emily A. Babcock;A.C. Krey. New York: Columbia University Press.
- Sakkos, Stergios N. (1966). 《Ὁ πατήρ μου μείζων μού ἐστιν, ΙΙ. Ἔριδες καὶ σύνοδοι κατὰ τὸν ιβ´ αἰώνα》. Thessalonike.
- John Kinnamos (1976). 《Deeds of John and Manuel Comnenus》. 번역 Brand, Charles M. Columbia University Press.
- Niketas Choniates (1984). 《O City of Byzantium》. 번역 Magoulias, Harry J. Detroit: Wayne State University Press.
- Eustathios of Thessaloniki (1988). 《The Capture of Thessaloniki》. Byzantina Australiensia. 번역 Melville Jones, John R. Canberra: The Australian Association for Byzantine Studies.
- Niketas Choniates (1999).  Pontani, Anna, 편집. 《Grandezza e catastrofe di Bisanzio》 2. Rome: Fondazione Lorenzo Valla.
- Magnus of Reichersberg (2010). 〈The Chronicle of Magnus of Reichersberg〉. 《The Crusade of Frederick Barbarossa》. Crusade Texts in Translation. 번역 Loud, G. A. Farnham: Ashgate. 149-167쪽.
- Ansbert (2010). 〈The History of the Expedition of the Emperor Frederick〉. 《The Crusade of Frederick Barbarossa》. Crusade Texts in Translation. 번역 Loud, G. A. Farnham: Ashgate. 33-134쪽.

### 연구서
- Ramsay, William Mitchell (1895). 《The Cities and Bishoprics of Phrygia: pt. I. The Lycos Valley and south-western Phrygia》. Clarendon Press.
- Polemis, Demetrios I. (1968). 《The Doukai》. Athlone Press.
- Magdalino, Paul (1993). 《The Empire of Manuel I Komnenos, 1143-1180》. Cambridge University Press.
- Harris, Jonathan (2006). 《Byzantium and the Crusade》. Hambledon Continuum.
- Kaldellis, Anthony (2023). 《The New Roman Empire: A History of Byzantium》. Oxford University Press.

#### Tabula imperii Byzantini(TIB)
- Belke, Klaus; Mersich, Norbert (1990). 《Tabula imperii Byzantini. 7, Phrygien und Pisidien》. Wien: Verlag der Österreichischen Akademie der Wissenschaften.
- Belke, Klaus (2020). 《Tabula imperii Byzantini. 13, Bithynien und Hellespont》. Wien: Verlag der Österreichischen Akademie der Wissenschaften.

#### Η Γενεαλογία των Κομνηνών
- Varzos, Konstantinos (1984). 《Η Γενεαλογία των Κομνηνών(The Genealogy of the Komnenoi)》 Α'. Θεσσαλονίκη(Thessalonike): Κέντρο Βυζαντινών Ερευνών(Center for Byzantine Research).
- Varzos, Konstantinos (1984). 《Η Γενεαλογία των Κομνηνών(The Genealogy of the Komnenoi)》 B'. Θεσσαλονίκη(Thessalonike): Κέντρο Βυζαντινών Ερευνών(Center for Byzantine Research).

### 논문
- Brand, Charles M. (1962.04). “The Byzantines and Saladin, 1185-1192: Opponents of the Third Crusade”. 《Speculum》 (University of Chicago Press) 2 (37): 167-181.
- Stone, Andrew F. (1997). “Manuel I Komnenos, the Maiandros campaigns of 1177-8 and Thessaloniki”. 《Balkan Studies》 (The Institute for Balkan Studies) (38): 21-29.
- van Dieten, Jean-Louis (1999). “Eustathios von Thessalonike und Niketas Choniates über das Geschehen im Jahre nach dem Tod Manuels I. Komnenos”. 《Jahrbuch der Österreichischen Byzantinistik》 (Jahrbuch der Österreichischen Byzantinischen Gesellschaft) (49): 101-112.
- Neocleous, Savvas (2010). “The Byzantines and Saladin: Opponents of the Third Crusade?”. 《Crusades》 (Routledge) 1 (9): 87-106.

### 웹사이트
- M. Jeffreys;  외. (2017). “Prosopography of the Byzantine World, 2016”. King's College London. ISBN 978-1-908951-20-5.
- “Byzantine Seals Collection”. 《Dumbarton Oaks》. Dumbarton Oaks. 2024.

### Prosopography
- Polemis, Demetrios I. (1968). 〈39. Andronikos Doukas(or Angelos)〉. 《The Doukai》. Athlone Press. 86쪽.
- Varzos, Konstantinos (1984). 〈93. Ἀνδρόνικος Ἄγγελος Δούκας〉. 《Η Γενεαλογία των Κομνηνών(The Genealogy of the Komnenoi)》 Α'. Θεσσαλονίκη(Thessalonike): Κέντρο Βυζαντινών Ερευνών(Center for Byzantine Research). 656-662쪽.
- M. Jeffreys;  외. (2017). “Andronikos Doukas (or Angelos), son of Theodora, daughter of Alexios I”. 《Prosopography of the Byzantine World, 2016》. King's College London. ISBN 978-1-908951-20-5.

## 같이 보기
- 콤니노스 왕조
- 앙겔로스 왕조